# Livia Altwegg
Livia Altwegg (* 1992) ist eine Schweizer Unihockeyspielerin, die beim Nationalliga-A-Verein UHC Laupen unter Vertrag steht.

## Karriere
Altwegg debütierte 2010 für die Floorball Riders Dürnten-Bubikon-Rüti. 2017 wechselte die Stürmerin zum Rivalen UHC Laupen.